# 媚美洲鱥
媚美洲鱥（學名：Notropis amoenus），為輻鰭魚綱鯉形目雅羅魚科的其中一種，分布於北美洲美國紐約州哈德遜河至北卡羅萊納州恐懼角河(Cape Fear River)流域，本魚體細長呈長橢圓形且側扁，眼大，口近下位，體背部橄欖綠色，身體及腹部銀白色，體被圓鱗，胸鰭至腹鰭鱗片密集，尾鰭叉形，體長可達11公分，棲息在水質清澈、沙石底質的溪流及水潭，繁殖季在春季及夏季，生活習性不明。